# أوريكا
أوريكا (بالإنجليزية: Orica Limited ASX) هي شركة متعددة الجنسيات مقرها أستراليا ، وهي واحدة من أكبر مزودي المتفجرات التجارية وأنظمة التفجير في العالم إلى أسواق التعدين والمحاجر والنفط والغاز والبناء، ومورد سيانيد الصوديوم لاستخراج الذهب، وموفر متخصص في خدمات الدعم الأرضي في التعدين والأنفاق.
لدى اوريكا قوة عاملة من حوالي 11,500 موظف ومقاول، تخدم العملاء في أكثر من 100 دولة. إن اوريكا مدرجة في البورصة الأسترالية للأوراق المالية (ASX). وقد تعرضت في السنوات الأخيرة لعدد من الحوادث والوفيات الصناعية البارزة.